# Province de La Spezia
Pour les articles homonymes, voir Spezia.
La province de La Spezia est une province italienne de Ligurie, dont le chef-lieu est la ville de La Spezia.

## Géographie
- Côte rocheuse aux reliefs marqués, partie la plus orientale de la Riviera ligure.

## Histoire
- Liée dès le Moyen-Âge à la république de Gênes.

## Nature
- Parc national des Cinque Terre.
- Parc maritime des Cinque Terre.

## Tourisme
- Les Cinque Terre, successions de villages préservés bâti entre mer et reliefs et inscrits au patrimoine mondial de l'Unesco.
- Le Val di Magra.